# Bolivia TV
Bolivia TV (también conocida popularmente como Canal 7 o Canal Siete) es la cadena de televisión pública de Bolivia. Lanzada el 15 de abril de 2009, y es continuadora legal del entonces Televisión Boliviana, con inicio de transmisiones el 30 de agosto de 1969, siendo la primera televisora de Bolivia. Es una empresa pública, propiedad del Estado boliviano, por medio del Ministerio de la Presidencia, el cual opera el canal mediante la Empresa Estatal de Televisión - Bolivia TV (EET). La televisora forma parte de la Red de Medios Estatales del Estado Plurinacional de Bolivia.
Creada en reemplazo de la anterior estación pública, Televisión Boliviana o TVB, creada el 26 de junio de 1968. Fue líder en audiencia al ser la única televisora legal en el país hasta 1984, cuando se legalizaron las estaciones de televisión privadas al territorio boliviano.
Bolivia TV ha sido acusada por parte de la sociedad y políticos opositores de ser un medio de propaganda del gobierno de turno. La mayor parte del contenido del canal pertenecía a organizaciones sociales y personajes afiliadas al partido gobernante.

## Historia

### Orígenes
La Junta Militar de Gobierno precisaba en crear y organizar las direcciones de prensa, e informaciones, incluido la radio y televisión, porque se sancionó el Decreto Ley Nº 07345, que sustituye a la Dirección Nacional de Informaciones de la Presidencia de la República, y creando la Dirección de Prensa e Informaciones y la Dirección de Radio y Televisión. Los ministros de la Secretaria General de la Presidencia y Haciencia ejecutarian y cumplirian el Decreto.
Bolivia quedaba atrasada en tema de instauración de la televisión, a diferencia de varios paises de habla hispana.  En ese sentido, la Junta Militar de Gobierno, liderada por la Co-presidencia de Rene Barrientos y Alfredo Ovando Candia, instruyeron la promulgación del Decreto Supremo No 7454, promulgado el 22 de diciembre de 1965. La afinidad era establecer la primera fase del servicio de televisión, constituyéndose como una actividad de interés público, implementado por el Estado Boliviano, lo que seria considerado como "la creación de la Empresa Nacional de Televisión", en especial para las disposiciones legales de los siguientes Decretos Supremos. Esta ley inicia el proceso de la institucionalización de la empresa pública de televisión de Bolivia. El 23 de diciembre de 1965, en el Consejo de Gabinete, se firmó el decreto supremo de reglamentación y supervisión de la televisión que por un año a partir de la firma del Decreto, el Estado Boliviano toma control del servicio de la televisión para el futuro del desarrollo del país.
Para la provisión e instalación de equipos de la televisión, el Supremo Gobierno de la Nación (o Gobierno Nacional), bajo la presidencia del general Rene Barrientos, se sanciona el Decreto Supremo Nº 08262, el día 20 de febrero de 1968, realizado en Palacio Quemado. Una vez se sanciona la ley, el Supremo Gobierno de la Nación adjudica a Empresa Industrias Electrónicas y Electromecánicas de España “INELEC S. A." para la provisión de equipos para la televisión pública de cobertura nacional.
El 26 de junio de 1968, y considerando que se requería una institución pública que se organice y administre los servicios de televisación en el deber de promover el desarrollo cultural, educativo y técnico y proporcionar índices recreativos de alta moral social, el Supremo Gobierno de la Nación sanciona el Decreto Supremo Nº 08395, que en uno de sus artículos instruye la creación de la Empresa de Radio y Televisión Boliviana (RTB), una entidad autárquica de derecho público y personería jurídica propia, bajo la tutela y designación de la Presidencia Constitucional de la República. La reciente empresa estaría regulada y fiscalizada por el Ministerio de Obras Públicas y Comunicaciones.
El Supremo Gobierno de la Nación libera todo tipo de impuestos y aranceles para facilitar la importación de maquinaria y equipamiento necesario para la transmisión de la red de televisión.
En la jornada del 27 de noviembre de 1968, se promulga el Decreto Supremo Nº 08571, que modifica los artículos uno, dos, tres, cuatro, seis y siete del Decreto Supremo Nº 08395, así como la derogación de otras disposiciones del Decreto Nº 08395, dando paso a la Creación de la Empresa Nacional de Televisión Boliviana (ENTBOL), con Estatuto Orgánico y reglamento propio. Con la promulgación del Decreto supremo Nº 08616, sancionado el 21 de enero de 1969 se autoriza a ENTBOL a requerir un nombre  o abreviatura especial "TV Boliviana".  El día 5 de marzo de 1969, el Presidente Constitucional de la República, Gral. Rene Barrientos Ortuño promulga el Decreto Supremo Nº 08684, designando al coronel Augusto Valencia Araóz como el primer Presidente de la Empresa Nacional de Televisión Boliviana.
El 17 de julio de 1969, el Gobierno de Bolivia, bajo la presidencia del Dr. Luis Adolfo Siles Salinas, designo a Oscar Landívar como gerente general de ENTBOL.

#### Transmisiones de prueba
En el transcurso de los días del mes de julio, se hacían transmisiones experimentadas programadas, incluido transmisiones en vivo de los festejos del 16 de julio de 1969.
En tanto, el Presidente de la República autorizó la inauguración oficial de las transmisiones de la Televisión Boliviana para el día 4 de agosto. Sin embargo, la inauguración se tuvo que postergar hasta el final del mes.

#### Primera transmisión oficial de Canal 7

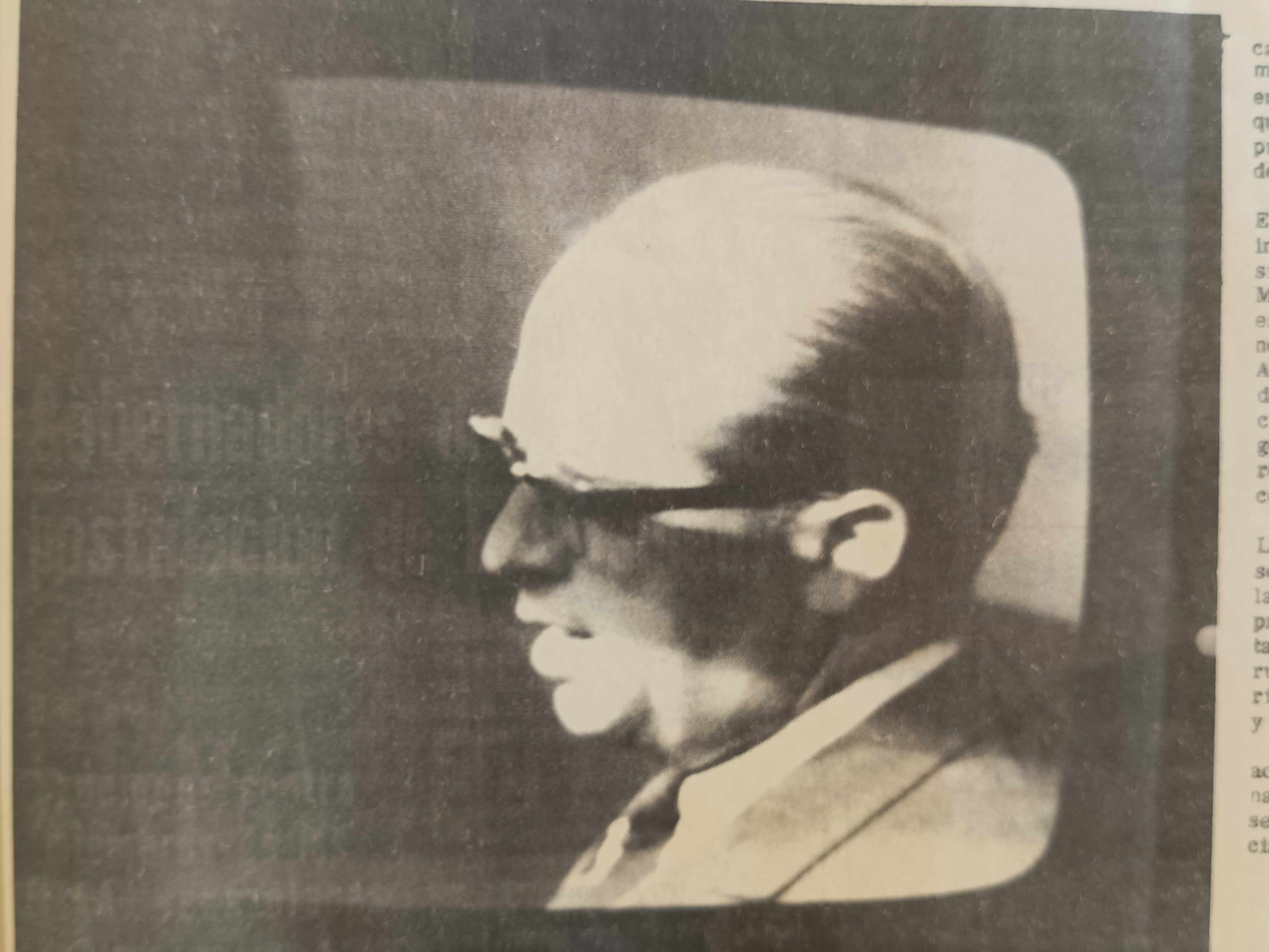
Discurso presidencial del Dr. Siles Salinas en la apertura de transmisiones televisivas de Canal Siete. Parte del articulo del periodico Presencia (Bolivia), 31 de agosto de 1969.

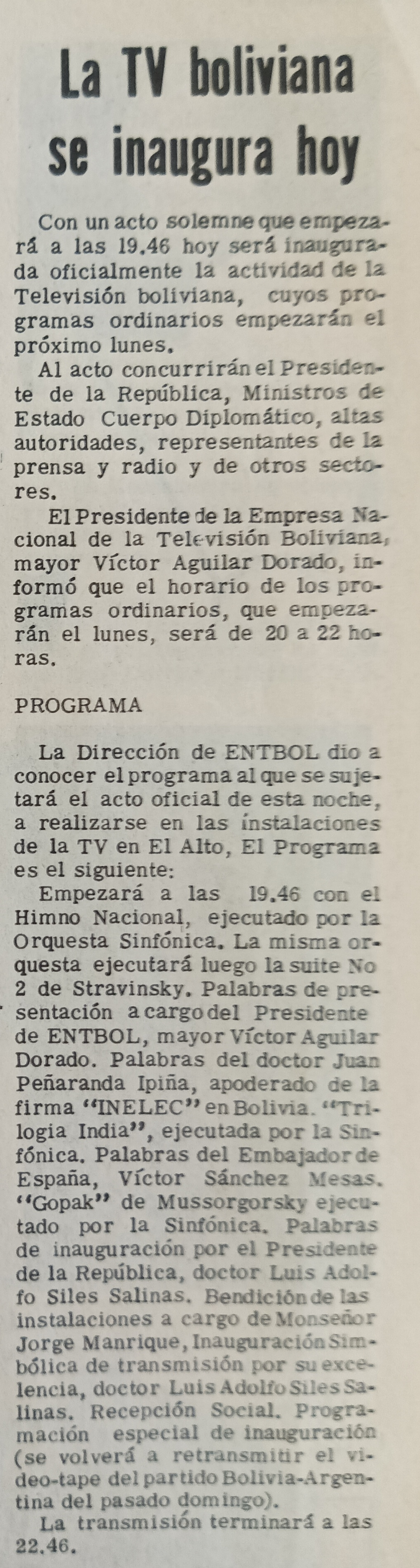
Noticia de los actos de inauguración y primera transmisión de Canal Siete. Periodico Presencia, 30 de agosto de 1969.

En la jornada del sábado 30 de agosto, la Empresa Nacional de Televisión Boliviana inaugura oficialmente las transmisiones de Canal 7, después de días de pruebas y trabajo para dar una buena transmisión televisiva para todas las casas de la ciudad de La Paz y zonas conurbanas. La inauguración se realizó con un acto protocolar en las instalaciones de la televisora en El Alto. El programa inicia a las 19:46 horas, y 20 horas con la entonación del Himno Nacional, bajo la interpretación de la Orquesta Sinfónica Nacional de Bolivia, para posteriormente ejecutar la Suite N.º 2 de Stravinsky. Mas adelante, se procede al discurso del Presidente de ENTBOL, el mayor Víctor Aguilar Dorado; palabras de presentación a cargo del doctor Juan Peñaranda para la firma "INELEC" en Bolivia; La ejecución de "Trilogía India" por parte de la Sinfónica. Juan Fernando Landa, conocido como Tito Landa fue el primer presentador de la televisora en su primera difusión oficial.  La ceremonia inaugural recibió la asistencia del Presidente de la República, la primera dama de la nación, los Ministros de Gobierno, Hacienda, Obras Públicas, representantes de industria y comercio, representantes de la banca, y embajadores de Alemania Federal, Francia y España.  El Presidente de la República, Dr. Luis Siles Salinas, visualizando la necesidad de educar al pueblo, expresó que la televisión es un instrumento de información y cultura para el país. «Esta no es una obra aislada, sino un esfuezo para vencer nuestro sub desarrollo. Formuló votos porque la televisión no se aparte de sus nobles propósitos». resaltó el dignatario del Estado a tiempo de augurar buenos deseos a la televisora estatal.

### Administración en gobiernos militares (1969-1978)
De carácter estatal, dos años más tarde se convirtió en la herramienta con la cual la dictadura de Hugo Bánzer trató de neutralizar la influencia de las emisoras mineras, y de evitar que estas operaran con éxito. En 1974, el gobierno y la COMIBOL distribuyeron 5000 televisores en las minas con amplias facilidades de pago. Según testimonios de las familias de los mineros, la introducción de este nuevo medio cambió visiones y expectativas de la población, aunque posteriormente en 1977 los mineros exigieron mediante una paralización de actividades la devolución y reapertura de sus radios.
En 1977 la estructura del mercado televisivo en el país estaba formada por nueve estaciones de televisión: ocho gestionadas por universidades estatales con cobertura regional, y una cadena estatal de cobertura nacional. Ese mismo año el general David Padilla autorizó la concesión de licencias para estaciones de televisión privadas. Sin embargo, antes de que se asignaran, su régimen sufrió un golpe de Estado por el general García Meza, quien rápidamente restableció el monopolio estatal de la televisión, y designó rectores militares en las universidades, de manera que sus canales pasaron a estar bajo el estrecho control del Ministerio del Interior. La relativa independencia que tenían hasta entonces estas estaciones se redujo considerablemente.

### Televisión en colores (1979)
El 1 de agosto de 1979, Televisión Boliviana inició sus transmisiones en el sistema NTSC. a colores compatible con el sistema de transmisión M en blanco y negro. Esto, pese a que a partir de 1976 algunas producciones extranjeras se podían ver a colores en el país.

### Gobiernos democráticos y la salida de medios privados (1982-2003)
Durante los gobiernos de los presidentes Hernán Siles Zuazo (1982-1985) y Víctor Paz Estenssoro (1985-1989), Televisión Boliviana mostró una mayor pluralidad política, incluyendo espacios para la oposición y un periodismo más objetivo. La administración del presidente Jaime Paz Zamora (1989-1993) continuó con esa apertura. Pero para ese entonces, los medios privados comenzaron emisiones de forma clandestina, e incluso lograron obtener licencias de emisión, hechos que causaron una caída de audiencia para la cadena estatal. 
Durante el primer gobierno del presidente Gonzalo Sánchez de Lozada (1993-1997), los noticieros del canal estaban dirigidos por el periodista Carlos Mesa. La programación de la emisora emitía una amplia variedad de programas periodísticos, históricos y documentales. Algunos espacios se emitían en lenguas indígenas. [cita requerida]
Con la llegada del segundo gobierno del presidente Hugo Bánzer (1997-2001), la línea editorial de Televisión Boliviana volvió al proselitismo político arraigado a la imagen del presidente. A menudo se transmitían desfiles militares y conmemoraciones patrias. Los programas periodísticos evitaban mencionar las sangrientas violaciones de los derechos humanos ocurridas en los años 70, durante el primer gobierno de Bánzer. Tras su muerte en 2002, su sucesor, Jorge Quiroga (2001-2002), la cadena no realizó cambios significativos. 
Durante el segundo gobierno del presidente Gonzalo Sánchez de Lozada (el cual se inició en agosto de 2002) se intentó volver a una programación similar a la de su primer período de 1993 a 1997, pero la estrepitosa caída de su gobierno con la Guerra del gas en octubre de 2003 dejó muchos proyectos archivados. En la agitación política que sacudió al país en los dos años y dos meses siguientes, la emisora no logró adoptar una línea informativa definida y su programación mostró un paulatino deterioro que no mejoró hasta la decadencia de su identidad corporativa.

### Decadencia y cierre de Televisión Boliviana (2005-2009)
Desde la asunción de la presidencia por el primer gobierno de Evo Morales Ayma, en enero de 2006, el canal ha experimentado profundos cambios. Uno de sus proyectos fue el comienzo de emisiones en alta definición por primera vez en el país.
Desde 2007, la cadena concretó una alianza con la emisora de televisión japonesa NHK para la emisión de documentales. Sin embargo, debido a los costos de mantener la alianza por el bajo presupuesto que sufría el canal, fueron retirados del aire. Inclusive, algunas producciones de Telesur que se emitían por TVB fueron sacadas del aire. La programación eliminada fue reemplazada por la transmisión de películas bolivianas y de eventos relacionados con obras del gobierno de Evo Morales. La cadena intentó aumentar la audiencia y la recaudación comercial con la incorporación de programas como La Justa o seguir con la emisión de programas como Bolivia Agropecuaria y Viajero. Aun así, la emisora causó una enorme deuda al Estado boliviano, que optó por declararla en quiebra. Este hecho causó el cese de operaciones de la Empresa Nacional de Televisión Boliviana.
El 15 de abril de 2009, mediante el Decreto Supremo Nº 0074, se declara la Liquidación de la Empresa Nacional de Televisión Boliviana - ENTB, y a su vez el cierre de operaciones y traslado de equipos y patrimonio de ENTB a la Empresa Estatal a crearse, dando fin a la primera red de televisión de la historia de Bolivia, a 4 meses de que se celebrase el 40 aniversario del inicio de operaciones del canal estatal.

### Inicio de Bolivia TV (2009)
El Decreto Supremo N° 0078 determina la creación de la Empresa Estatal de Televisión denominada «Bolivia TV»; determinar su naturaleza jurídica, objeto, patrimonio; y establecer la conformación y atribuciones de su Directorio y de su Gerente General, con domicilio legal en la ciudad de La Paz. El Gerente General será designado por el Ministro de la Presidencia mediante Resolución Ministerial. 
El Directorio de Bolivia TV está conformado por los Ministros de:
- Presidencia.
- Planificación del Desarrollo.
- Economía y Finanzas Públicas.
- Obras Públicas, Servicios y Vivienda.
- Educación.
- Culturas.

El 15 de febrero de 2011, se promulga el Decreto Supremo Nº 0793, el cual establece la creación del Ministerio de Comunicación y a su vez, la responsabilidad de designar al Gerente General de Bolivia TV. 

«Considerando...que las telecomunicaciones se constituyen en un sector estratégico, en razón a que buscan la integración nacional y mundial, eliminando la exclusión de sectores empobrecidos del país con la reducción de la brecha digital. Asimismo, la reducción de las desigualdades de acceso a las telecomunicaciones permitirá a la población boliviana, sobre todo a los sectores sociales pobres y marginados, la apertura de mayores oportunidades de desarrollo económico y social.»
- fragmento del Decreto Supremo  N° 0078

Tras la quiebra, se creó una nueva empresa denominada Bolivia TV1, la que continúa transmitiendo por las frecuencias anteriormente usadas por TVB, pocos programas de la extinta emisora siguieron emitiéndose por la recién inaugurada cadena. Además, el canal comenzó a transmitir las 24 horas.

### Redes y repetidoras
Bolivia TV entrega su señal terrestre a través de 72 transmisores distribuidos por todo el país. Actualmente, cuenta con 276 repetidoras en el país. Además también cuenta con 11 regionales en el país (La Paz, Cochabamba, Santa Cruz, Sucre, Oruro, Potosí, Tarija, Yacuiba, Trinidad, Riberalta y Cobija)
| Localidad                                             | Canal |
| ----------------------------------------------------- | ----- |
| Magdalena, Beni                                       | 8     |
| Reyes, Beni                                           | 8     |
| Riberalta, Beni                                       | 7     |
| Rurrenabaque-San Buenaventura, Beni                   | 7     |
| Magdalena, Beni                                       | 8     |
| San Borja, Beni                                       | 7     |
| San Ignacio de Moxos, Beni                            | 7     |
| San Joaquín, Beni                                     | 7     |
| Santa Ana de Yacuma, Beni                             | 7     |
| Trinidad, Beni                                        | 7     |
| Monteagudo, Chuquisaca                                | 7     |
| Sucre, Chuquisaca                                     | 7     |
| Tarabuco, Chuquisaca                                  | 9     |
| Capinota, Cochabamba                                  | 8     |
| Chimore-Shinahota, Cochabamba                         | 7     |
| Cochabamba                                            | 7     |
| Eterazama, Cochabamba                                 | 7     |
| Independencia, Cochabamba                             | 7     |
| Mizque, Cochabamba                                    | 7     |
| Valle Alto (Tarata, Punata, Cliza, Arani), Cochabamba | 6     |
| Villa Tunari-Villa 14 de Septiembre, Cochabamba       | 8     |
| Achacachi, La Paz                                     | 7     |
| Achacachi, La Paz                                     | 13    |
| Caranavi, La Paz                                      | 7     |
| Chulumani-Huancane, La Paz                            | 7     |
| Colquiri, La Paz                                      | 7     |
| Colquiri, La Paz                                      | 9     |
| Copacabana, La Paz                                    | 7     |
| Coro Coro, La Paz                                     | 7     |
| Coro Coro, La Paz                                     | 7     |
| Coroico, La Paz                                       | 7     |
| Desaguadero, La Paz                                   | 7     |
| Guanay, La Paz                                        | 7     |
| La Paz, La Paz                                        | 7     |
| Sica Sica, La Paz                                     | 7     |
| Tipuaní, La Paz                                       | 11    |
| Antequera (Mina Bolívar), Oruro                       | 10    |
| Antequera (Mina Bolívar), Oruro                       | 12    |
| Challapata-Huari, Oruro                               | 28    |
| Curahuara de Carangas, Oruro                          | 7     |
| Huanuni, Oruro                                        | 12    |
| Oruro, Oruro                                          | 7     |
| Pazna, Oruro                                          | 7     |
| Cobija, Pando                                         | 7     |
| Fortaleza, Pando                                      | 10    |
| Puerto Rico, Pando                                    | 7     |
| Santa Rosa de Abuna, Pando                            | 7     |
| Betanzos, Potosí                                      | 8     |
| Catavi, Llallagua, Siglo XX, Uncia, Potosí            | 8     |
| Potosí, Potosí                                        | 7     |
| Tupiza, Potosí                                        | 7     |
| Uyuni, Potosí                                         | 7     |
| Villazón, Potosí                                      | 7     |
| Camiri, Santa Cruz                                    | 7     |
| Concepción, Santa Cruz                                | 7     |
| El Torno, Santa Cruz                                  | 14    |
| Okinawa, Santa Cruz                                   | 8     |
| Portachuelo, Santa Cruz                               | 14    |
| Puerto Suarez-Puerto Quijarro, Santa Cruz             | 7     |
| Robore, Santa Cruz                                    | 7     |
| San Ignacio de Velasco, Santa Cruz                    | 7     |
| San Javier, Santa Cruz                                | 7     |
| San José de Chiquitos, Santa Cruz                     | 7     |
| San Julián, San Ramon, 4 Canadas, Santa Cruz          | 7     |
| San Matías, Santa Cruz                                | 7     |
| San Pedro, Santa Cruz                                 | 8     |
| Santa Cruz de la Sierra, Santa Cruz                   | 7     |
| Santiago de Chiquitos, Santa Cruz                     | 7     |
| Yapacani, Santa Cruz                                  | 7     |
| Bermejo, Tarija                                       | 7     |
| Tarija, Tarija                                        | 7     |
| Villamontes, Tarija                                   | 7     |
| Yacuiba, Tarija                                       | 7     |

### Lanzamiento en TDT y señal HD (2011)
Desde finales de septiembre de 2011, BTV comenzó sus emisiones en la televisión digital terrestre por el canal 16 UHF de La Paz, desde los estudios de La Ceja de El Alto. Un mes después, en octubre del mismo año, desde su experimentación en la Entrada Folclórica del Carnaval de Oruro, Bolivia TV lanzó su propia señal en HD. El canal se convirtió en la primera emisora en Bolivia en transmitir en alta definición.
Para 2021, tiene dos señales de alta definición. 

#### Bolivia TV 7.1
Es la señal principal de la emisora. Emite en alta definición con la misma programación que emite en los Estudios Avenida Camacho, La Paz. No emite programación regional, la cual se emite exclusivamente por VHF de forma analógica en los diferentes departamentos del país.

#### Bolivia TV 7.2
Véase Bolivia TV 7.2
Es la segunda señal del canal. Su programación se compone principalmente de eventos deportivos, y en segundo plano de producciones nacionales y extranjeras emitidas por la señal principal, con la excepción de noticieros.

## Programación

### Como Televisión Boliviana
Antes de convertirse en Bolivia TV, Televisión Boliviana tenía la misión de educar, informar y entretener y cada gerente general decidía cuántas horas y qué programas salían al aire. A partir de la era del color, en 1980 TVB emitía a partir de las 17:00 y sus programas del inicio de la tarde consistían en caricaturas estadounidenses principalmente. Después se emitían programas juveniles de música pop norteamericana, un programa deportivo, el noticiero general Telenoticioso Boliviano, una telenovela mexicana o brasileña y series de TV americanas como Starsky y Hutch para culminar transmisiones.
Los sábados y domingos, la cadena de televisión extendía sus horarios hasta las 15:00 los sábados y 11:00 los domingos. Entre sus programas destacados, se encontraban los filmes clásicos de Estados Unidos doblados al español, dibujos animados, series de TV estadounidenses y el programa Deporte Total, los cuales completaban la programación. En las mañanas de domingo, TV Boliviana transmitía la Misa Católica desde la Basílica de San Francisco.
Con la llegada de las estaciones privadas, la programación de TVB primero alcanzó las 15 horas diarias de emisión empezando desde las 9:00 a.m. Iniciaba el día con un programa de entrevistas hasta las 12:00, luego le seguía un programa deportivo, de ahí dibujos animados, filmes y programas juveniles por las tardes. Se emitía además el noticiero a la noche, le seguía una telenovela y para finalizar se emitía alguna película de la gran colección de clásicos doblados que el canal tenía en su archivo.
Después de 1987, la emisora fue conocida como «el canal del Espíritu Santo» ya que, debido a su baja potencia y constantes interferencias por parte de otros medios, no se podía recibir la señal completamente. En esa etapa, TVB fue dejando de lado la programación comercial para centrarse en programas culturales, educativos y noticias.
En 1993, Canal 7 fue el primer medio de Bolivia en comenzar sus emisiones por satélite, pero su señal terrestre en ese tiempo dejaba mucho que desear. Habiendo estrenado un nuevo transmisor de 10 kW y nuevos equipos donados por el Gobierno de España, en poco tiempo los mismos empezaron a presentar defectos, necesitaban repuestos y dejaron de funcionar. La señal de TVB apenas se veía.
Era en cada evento especial como la Copa del Mundo USA 1994 cuando TVB mostraba su poder y cobertura llegando con sus repetidoras a sitios que no eran cubiertos por las estaciones privadas.
El Mundial de Francia en 1998 fue el último que TV Boliviana transmitió, el cual se realizó con emisiones conjuntas junto a ATB. 
De 2000 a 2007, la emisora transmitió programación de NHK World. 

### Como Bolivia TV
Con el relanzamiento del canal como Bolivia TV, se continuó la estrategia del gobierno de turno aunque ahora en "horarios publicados por internet". A partir de 2012, la cadena retoma la agenda cultural con transmisiones de fiestas folclóricas que sucedían en todo el país aparte del "Carnaval de Oruro", tales como la "Entrada de la Integración" desde Buenos Aires, Argentina. Así mismo, se desarrollaron transmisiones en vivo de conciertos de grupos bolivianos, ya sea de folclor, de teatro o un festival de música como el "Festival de la canción boliviana" más conocida como "Aquí, canta Bolivia", también el Festival de Música Barroca desde Chiquitos y Sucre, los conciertos de Los Kjarkas alrededor del mundo.
Como manera de emitir eventos deportivos, a partir de 2011, Bolivia TV emite torneos de tenis, baloncesto y tenis a nivel nacional, además de los Juegos Estudiantiles Plurinacionales organizados por el Gobierno Central. Desde 2011 se transmite "La Carrera de Automovilismo, Presidente Evo Morales" y "La Carrera Pedestre", también organizado por el Gobierno. En cuanto al fútbol, la empresa estatal firmó el contrato de los derechos de emisión de los partidos de la Liga del Fútbol Profesional Boliviano tanto la Nacional A como la Nacional B (incluyendo final de Copa Bolivia), desde la temporada 2010,  y los partidos de las Eliminatorias a las Copas del Mundo, tanto de 2010 como de 2014, mediante un contrato con la empresa The Game que tenia los derechos de transmisión, ya quem según la versión del gerente del canal, Marcos Santibáñez «Esta es una decisión y un deseo que siempre ha tenido el presidente Evo Morales...»  También fueron televisados los torneos de boxeo, en especial aquellos en donde participe la compatriota y ganadora de título mundial Jennifer Salinas.
Desde 2012 hasta inicios de 2013, Bolivia TV emitió producciones infantiles de Disney y Nickelodeon pero no tuvo éxito,  sobre todo en la ciudad de El Alto debido a los reclamos de organizaciones sociales.  Frente a esta situación, el bloque infantil fue eliminado de la programación de la cadena.
A mediados de 2013, se incorpora la farándula a la programación, además de eventos de moda de carácter internacional como El desfile de modas en el Salar de Uyuni. 
En 2014, la programación de BTV se amplia con la transmisión de Concierto de Música Barroca en Concepción, seguido del concierto de Los Kjarkas, la final de la Nacional B, los últimos amistosos de la selección boliviana frente a España y Grecia, y la transmisión de la Copa Mundial de Fútbol de 2014.
Desde 2015 hasta 2018, Bolivia TV transmitió la Liga de Campeones de la UEFA.

## Voz en off
- Claudio Zambrana (2024-) También era la voz de Bolivia TV desde 2024

## Imagen corporativa de BTV
El primer logotipo de TV Boliviana era una pantalla de TV con las letras "t" "v" dentro y la palabra Boliviana escrita en letra manuscrita. En 1980 viene el segundo cambio ya que con la TV en colores se crea uno nuevo. El logotipo es una imitación de la vieja mosca de "rtve" y con el mismo diseño de letra se ponen las iniciales tv y "B" en mayúsculas. La gruesa tipografía es llenada con barras de colores. Con las gerencias cambiantes entre 1982 y 1984 se alternan logotipos con la fuente Muse en mayúsculas y en colores rojo, amarillo y verde con otros en un fondo negro y con otra fuente se dibuja "ENTV" Empresa Nacional de Televisión y TVB con la misma fuente y el fondo negro. En 1993 con la llegada de TVB al satélite se crea un nuevo logotipo parecido con el de "CNN" sólo que las líneas estaban en colores rojo, amarillo y verde. Desde 2002 hasta el cambio de imagen, el 5 de febrero de 2007, se usó un logotipo triangular formado por cuatro triángulos, uno rojo, otro amarillo, uno verde y en el centro un triángulo transparente.
Con la llegada de Evo Morales al poder, el logotipo usado durante décadas es cambiado a un rombo con los colores de la bandera del movimiento indígena, la Wiphala, y en su interior la frase TVB, aunque sólo duró una semana debido a las quejas en toda Bolivia.
Después de esa semana se cambió a un logo idéntico pero solo con los colores de la bandera de Bolivia y debajo la frase "Televisión Boliviana", el cual era usado para promociones, carteles, en revistas, mientras que en pantalla se usaba el anterior de la Wiphala pero con colores de la bandera de Bolivia. Este logo duró hasta la quiebra financiera del 15 de abril de 2009 declarada por el Supremo Decreto 074.
Después de la quiebra, TVB pasa a denominarse Canal 7, cuyo nombre ha sido temporal hasta su denominación actual. El logotipo era simplemente la palabra Canal 7.[cita requerida]
El nuevo logo es una especie racimo de hojas de coca superpuestas, cada una con un color de la bandera nacional, con forma de una B mayúscula. Luego la orientación de la hoja amarilla cambia de dirección y tiene sombreado en la parte izquierda.
Guiándose del primer logo, se cambia de aspecto el logo y se agrega el texto que iba en vertical a la parte horizontal durando hasta 2016.
En 2016 luego aquí es donde se cambia relativamente también relacionada con la hoja de coca. Este logo es un rombo de color verde (que representa la coca) y dentro del rombo la letra B de la tipografía del canal. El texto permanece en la parte inferior del logo en forma horizontal.
En 2017 no hace grandes cambios, en los cuatro lados permanecen diferentes colores en arriba: izquierda-derecha y abajo: izquierda-derecha. (Arriba: Rojo y amarillo y Abajo: Naranja y Morado respectivamente).
Al ingreso de Jeanine Añez el logo se tornó blanco con la frase Un canal en transición y Semilla de la democracia.
Luego el 27 de diciembre de 2019 se presenta de forma oficial el nuevo branding: Un rombo formado por una pita o también llamada pitita con los tres colores característicos de la bandera boliviana (rojo,amarillo y verde) junto con la B. En la parte de abajo esta escrito la frase Semilla de la democracia. Sin embargo la imagen institucional es la marca anterior de Bolivia TV, solo que con los colores de la franja tricolor boliviana en forma de manchas, en referencia al carnaval boliviano (específicamente de Santa Cruz de la Sierra). Posteriormente, a principios de 2020 fue retirado, siendo reinsertada la hoja verde, con la variación de insertar las letras "TV".
Finalmente la ultima renovación de la "imagen corporativa" del canal 7 fue presentada el 7 de diciembre de 2020, a las 19:00, bajo el titulo promocional “El 7, a las 7, por el 7”. El logotipo representa de las siguientes características: La sigla "BTV" en mayúscula y en color blanco (si los fondos son contrastantes), y círculos semi cortados con los colores del rojo-amarillo-verde, haciendo alusión a la tricolor nacional. También pueden cambiar con los colores de la Whipala, mas no se lo utiliza en la señal. En el comunicado presentado a la opinión publica resalta lo siguiente: “Con color, diversidad e integración; el canal 7 renueva su imagen a sus 51 años de vida. Además, resalta la unidad, integridad, esperanza y la cultura del pueblo boliviano”.

## Polémicas

### Cierre de transmisiones en crisis política boliviana de 2019
Tras el cerco de las movilizaciones el 10 de noviembre de 2019, desde las 12:00 hasta las 16:30 Bolivia TV cortó sus emisiones y la reemplazó con una carta de ajuste con el actual logo del canal. Luego ésta transmitió desde el Chapare el comunicado de renuncia de Evo Morales y Álvaro García Linera que ejercían como Presidente y Vicepresidente del Estado respectivamente.
Bolivia TV estuvo con su imagen paralizada, con el logo actual del canal, debido a todas estas situaciones que han sucedido en el país. Tras la asunción de Jeanine Áñez, el canal volvió al aire con programación informativa y cultural.

### Destitución de Gonzalo Rivera
El 6 de marzo de 2020, la ministra de comunicación de la gestión de Jeanine Áñez, Isabel Fernández destituyó al gerente de Bolivia TV, el periodista Gonzalo Rivera. Argumentando y responsabilizando a Rivera por “errores de coordinación”, y de forma especifica a un corte en uno de los discursos de la Presidenta Constitucional, según la versión de Fernández. Esto causó repercusiones tanto en el entorno profesional como en lo político, de las cuales el mismo Gonzalo Rivera acusó a la presidente Áñez de imponer programas muy parecidos a los del anterior gobierno, dicha acusación fue publicada en la red social Facebook. Posteriormente, el 9 de marzo de 2020, la ministra Fernández posesiono a Andrés Rojas como gerente general del canal estatal.

### Gasto público en publicidad política
El 7 de mayo de 2020, la ministra de Comunicación, Isabel Fernández revelo información de que desde 2011 hasta 2019, el gasto destinado a publicidad de la gestión de Evo Morales llegando a los 1.718 millones de bolivianos, de las cuales 111,2 millones de bolivianos fueron para el canal estatal, y se mencionó al resto a los canales nacionales ATB, PAT, Red Uno, Bolivisión, Abya Yala TV, RTP Bolivia, Cadena A y Gigavisión que estaban involucrados por dicho despilfarro multimillonario, seguido de Unitel y demás medios de comunicación de Bolivia.